# Udo Block
Udo Block (* 23. April 1941 in Reichraming; † 22. August 1997 ebenda) war ein österreichischer Politiker (SPÖ) und Polizeioffizier. Er war Bürgermeister der Gemeinde Reichraming, Abgeordneter zum Oberösterreichischen Landtag und dessen Zweiter Präsident.

## Ausbildung und Beruf
Block besuchte nach der Volksschule eine Hauptschule und erlernte anschließend den Beruf des Autoelektrikers in den Steyr-Werken. Er absolvierte den Präsenzdienst, rüstere als Korporal der Reserve ab und wurde 1962 Polizeibeamter bei der Bundespolizeidirektion Steyr. Er legte 1972 die Beamtenmatura in Wien ab und absolvierte zwischen 1972 und 1974 die Offiziersschule in Wien. Er war in der Folge ab 1975 als Polizei-Leutnant tätig, wurde noch im selben Jahr zum Oberleutnant und 1978 zum Abteilungskommandanten befördert. 1979 folgte die Ernennung zum Hauptmann und 1982 zum Major. Block kehrte schließlich von Wien nach Steyr zurück und wurde hier 1983 Zentralinspektor und 1985 Oberstleutnant. 1986 wurde er auf Grund seiner politischen Tätigkeit karenziert. Er war zudem Lehrer zur Heranbildung von dienstführenden Polizeibeamten und Mitglied der Disziplinarkommission beim Bundesministerium für Inneres.

## Politik und Funktionen
Block engagierte sich zwischen 1958 und 1962 als Obmann der Gewerkschaftsjugend Reichraming und war ab 1972 Vorstandsmitglied der SPÖ-Bezirksorganisation Steyr, wobei er 1961 Mitglied der SPÖ geworden war. Er übernahm 1972 die Funktion des Vorsitzenden der SPÖ-Reichraming und stieg im Oktober 1979 zum Bezirksvorsitzenden der SPÖ Steyr-Land auf. Er wurde 1972 in den Gemeinderat von Reichraming gewählt und wirkte zwischen 1973 und 1979 als Vizebürgermeister. Am 7. Oktober 1979 wurde er zum Bürgermeister gewählt, wobei er diese Funktion bis zu seinem frühen Tod innehatte. Er vertrat die SPÖ zudem ab dem 10. Dezember 1986 im Oberösterreichischen Landtag und wirkte dort ab dem 2. März 1995 als Zweiter Landtagspräsident. Block war bis zu seinem Tod Mitglied und Präsident des Landtags.

## Privates
Block hatte bereits 1995 einen Herzinfarkt erlitten, von dem er sich zunächst gut erholte. 1997 erlitt er beim Rasenmähen in seinem Garten erneut einen Herzinfarkt, wobei ihm weder Gemeinde- noch Notarzt retten konnten. Er hinterließ seine Frau und eine erwachsene Tochter.

## Auszeichnungen
- 1979: Österreichische Olympia-Medaille für die Vorbereitung und Durchführung der XII. Olympischen Spiele in Innsbruck
- 1980: Silbernes Ehrenzeichen des Landes Oberösterreich
- 1983: Goldenes Verdienstzeichen der Republik Österreich[2]